# الطاهر المليجي
الطاهر الملّيجي ولد زعبوبة من عائلة من جزيرة قرقنة (والدته من عائلة الماطري) ناقد فني وكاتب كلمات وصحفي تونسي ملقب بمؤرّخ الفنانين. نجح في التأسيس لعلاقة خاصة مع المتلقي التونسي من خلال برامج ومنوعات أعطاها من مهجته الكثير.
نشر الطاهر الملّيجي عدة مقالات في جريدة الصباح التونسية من بينها:
- المعهد الرشيدي والمنعرج الموسيقي[3]
- أثر البايات في الحياة الموسيقية بتونس[4]
- يهود تونس وأثرهم في الساحة الفنية[5]

كتب الطاهر كلمات مجموعة من الأغاني من بينها:
- أنت يا شاغل بالي[6]

## أعماله

### برامج
- زيارة إلى القاهرة
- أغاني الأفلام، الإذاعة والتلفزة التونسية ثم تونس 7

### مؤلفات
- تونس نوستالجي، 2015 (بالفرنسية)